# Шмыков, Никита Александрович
Ники́та Алекса́ндрович Шмы́ков (9 января 1975, Москва, СССР) — российский футболист, защитник.

## Биография
Воспитанник СДЮШОР «Спартак» Москва. В 1991—1995 годах провёл 89 игр за дублирующий состав команды. В 1995—1999 годах играл в латвийском «Динабурге» Даугавпилс — 83 игр, 2 гола. Сезоны 2001 и 2002 годов провёл в чемпионате Белоруссии за ФК «Гомель» — 48 игр. 2003 год провёл в любительском клубе «Мосгаз» из Москвы. В 2004 году вернулся в Белоруссию, первый круг отыграл за МТЗ-РИПО Минск, окончание профессиональной карьеры провёл в Латвии за «Диттон» Даугавпилс (2004) и «Динабург» (2005—2006).
По возвращении в Москву играл за различные любительские клубы: «Форвард» (2009), «Сев. Измайлово», «Авангард» (2011/12). Работает в КСЦ «Форвард» МО Гольяново тренером-преподавателем по мини-футболу.

## Достижения
В качестве игрока:
- Серебряный призёр чемпионата Латвии: 1995.
- Бронзовый призёр чемпионата Латвии: 1996, 1997.
- Финалист Кубка Латвии: 1997.

В качестве тренера:
- Победитель Первенства Москвы по мини-футболу среди ДЮСШ 2016-2017 Архивная копия от 29 марта 2017 на Wayback Machine
- Победитель Первенства Москвы по мини-футболу среди ДЮСШ 2017--2018 Архивная копия от 8 марта 2018 на Wayback Machine